# Kizahashi Beach
Der Kizahashi Beach (japanisch きざはし浜 Kizahashi-hama, deutsch ‚Treppenstrand‘) ist ein Strand an der Prinz-Harald-Küste des ostantarktischen Königin-Maud-Lands. Er liegt am Kopfende der Bucht Osen auf der Halbinsel Skarvsnes. 
Luftaufnahmen und Vermessungen einer von 1957 bis 1962 durchgeführten japanischen Antarktisexpedition dienten seiner Kartierung. Das US-amerikanische Advisory Committee on Antarctic Names übertrug die japanische Benennung aus dem Jahr 1972 drei Jahre später in einer Teilübersetzung ins Englische.